# スィーリーン・アブデンヌール

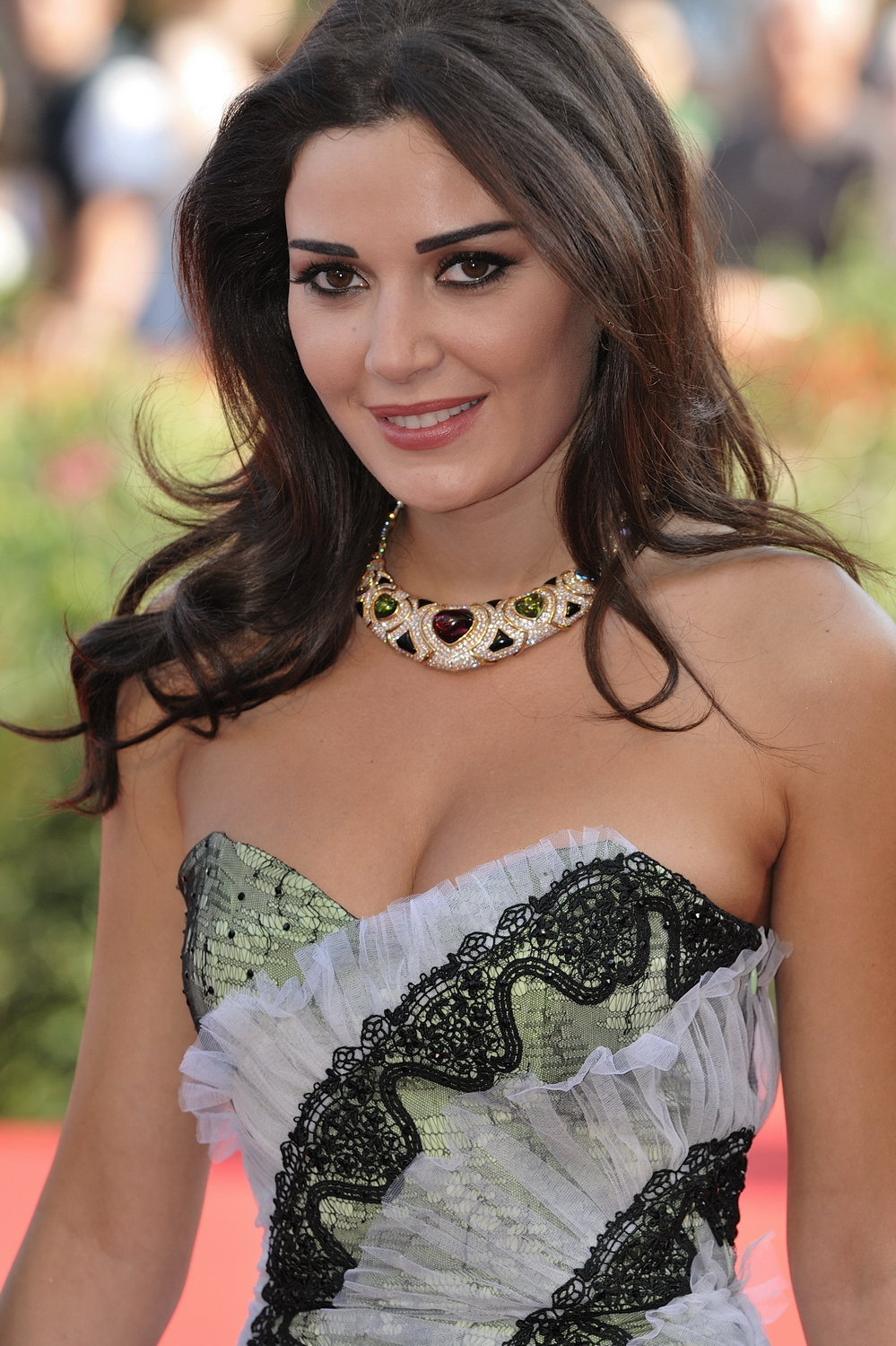
シリン・アブデルヌーア（2009年9月撮影）

スィーリーン・アブデンヌール（アラビア語: سيرين عبدالنور sīrīn ʿabd al-nūr, ラテン文字転写: Cyrine Abdelnour、もしくはCyreen Abdul Noor、1973年2月21日 - ）は、レバノンの歌手、女優、モデル。

## 略歴
1973年2月21日、ベイルートに生まれる。レバノンでファッションデザインを学ぶ。1992年からモデル業を始め、2002年に"Model of the World"に選ばれた。女優としては1998年から各種TV番組に出演。歌手としても活動しており、2004年には最初のアルバムを出し、2008年には3枚目のアルバムを出している。
正教徒（ギリシャ正教系）。2007年に結婚している。

## ギャラリー

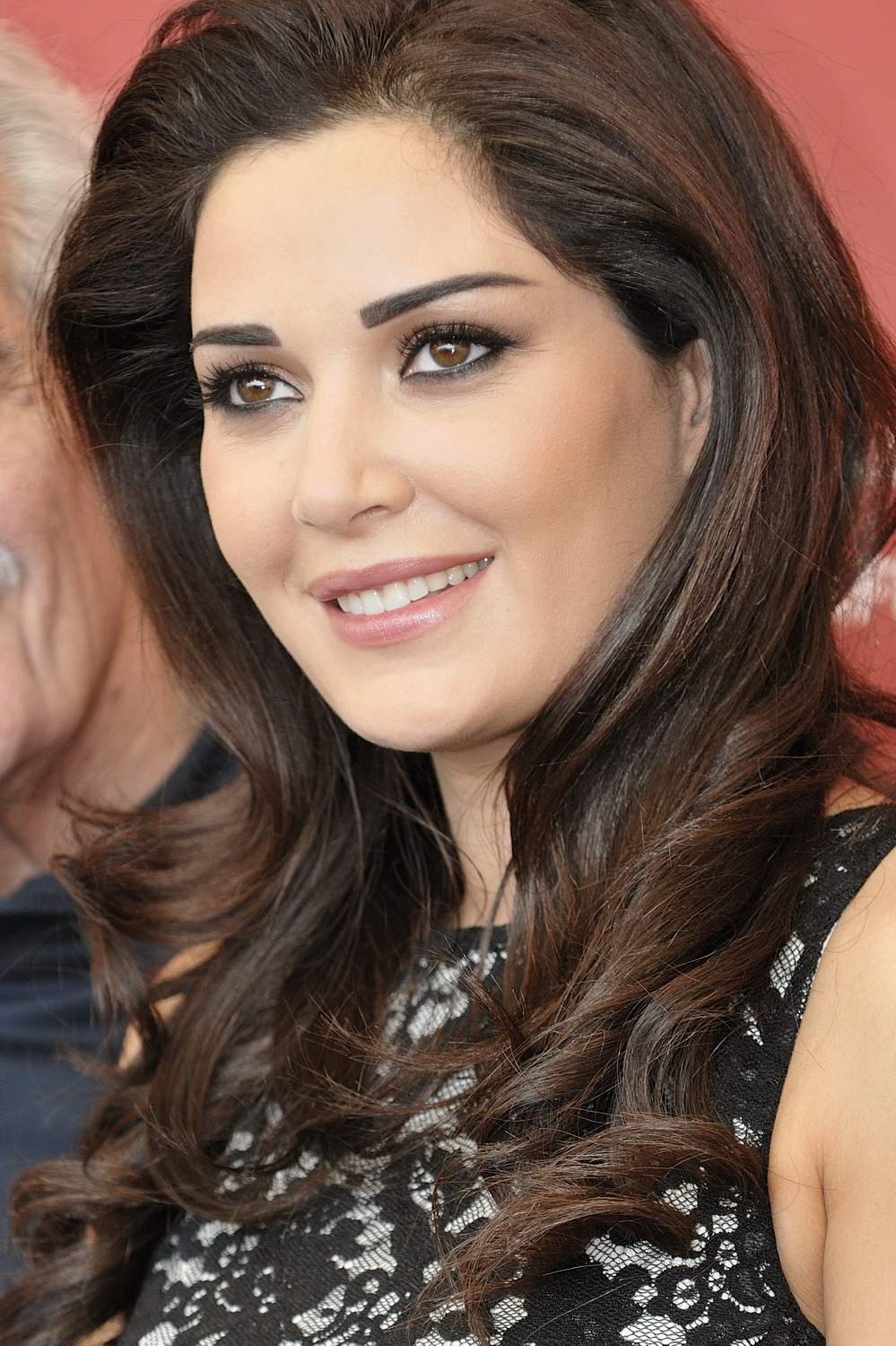
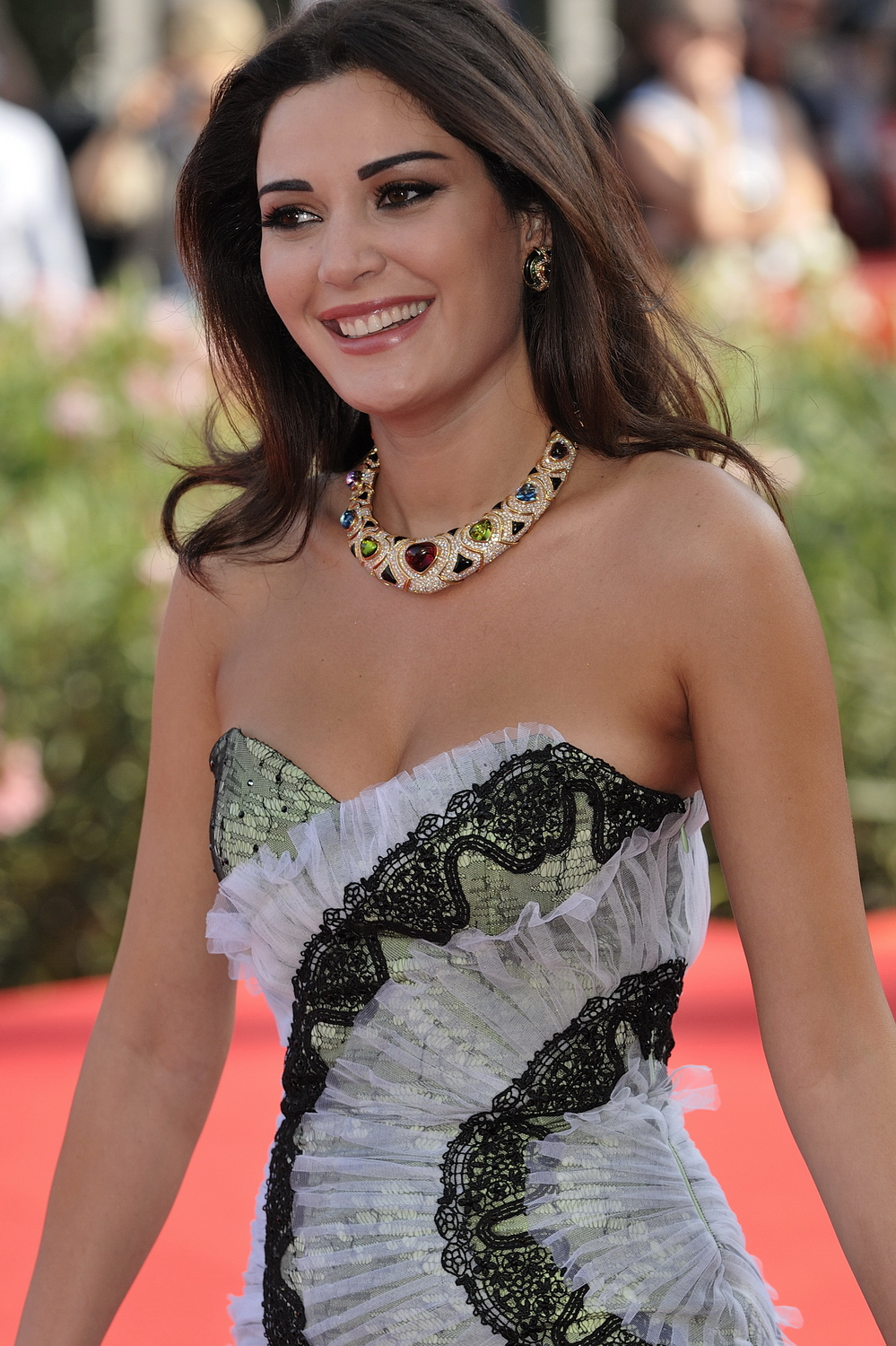
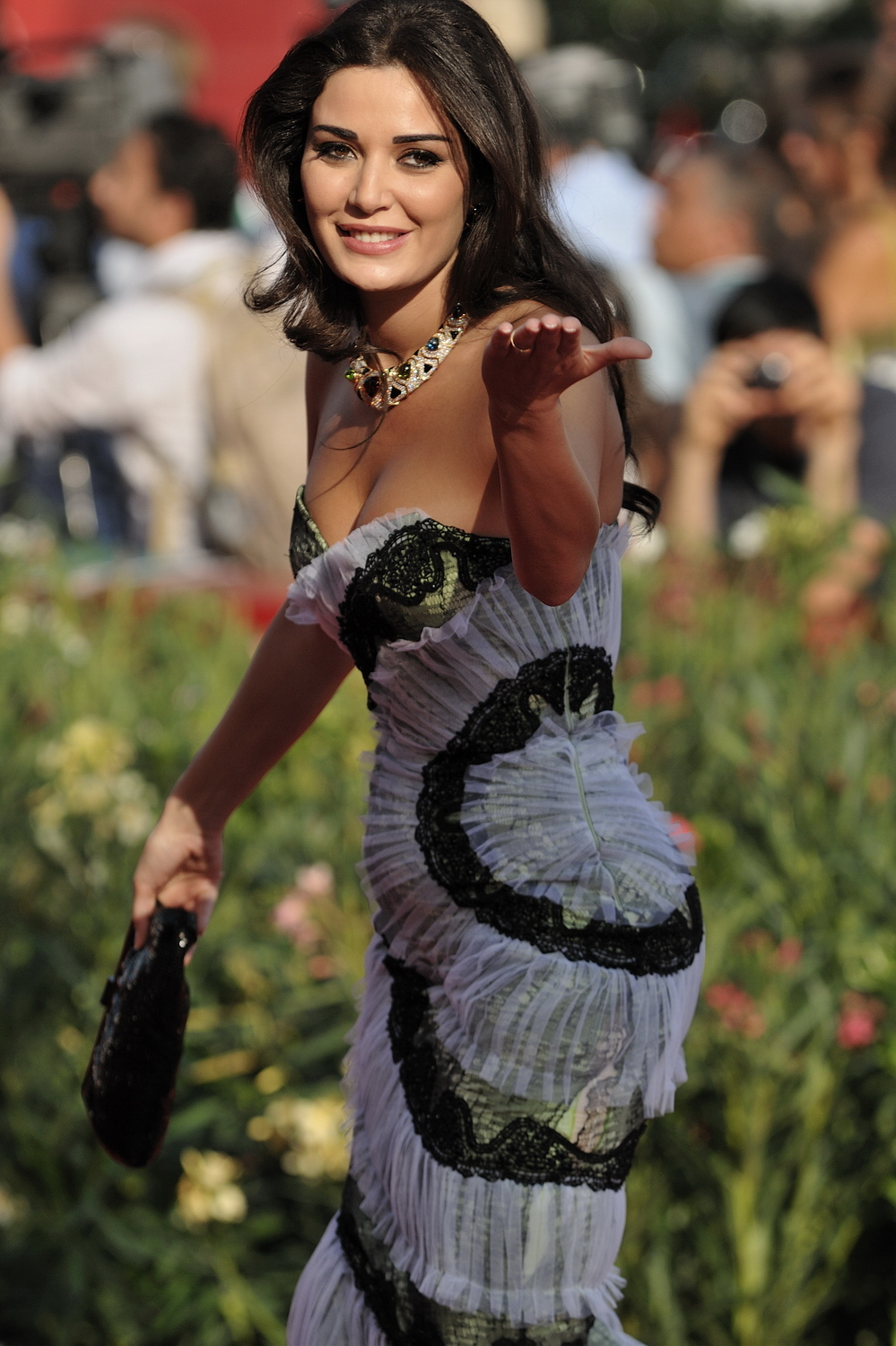